# Heilige Nicolaaskerk (Baarn)
De Heilige Nicolaaskerk is een kerkgebouw met de status van gemeentelijk monument aan de Kerkstraat in de Nederlandse plaats Baarn, vernoemd naar Nicolaas van Myra. Het gebouw en de geloofsgemeenschap maken sinds 2011 deel uit van de rooms-katholieke parochie HH. Martha en Maria.

## Geschiedenis
Reeds in 1280 werd er gewag gemaakt van een kerk in Baarn in een document dat bepaalde dat de tienden niet meer aan de Abdij van Elten maar aan de graaf van Holland moesten worden afgedragen.
Geleidelijk groeide Baarn zodanig dat het omstreeks 1350 stadsrechten kreeg. Een nieuwe kerk werd aan de Brink gebouwd, waarvan voor het eerst bericht werd in 1385. Dit was een romaans-vroeggotisch rechthoekig gebouw, dat op een terp stond en opgetrokken was uit tufsteen en kloostermoppen. Deze kerk was aan de Heilige Nicolaas gewijd.
In 1479 werd de kerk uitgebreid in gotische stijl en de toren verhoogd. Op de kerstavond van 1481 echter werd Baarn door troepen van Joost van Lalaing verwoest, in het kader van de conflicten tussen het Sticht Utrecht en het Graafschap Holland. De kerk bleef gespaard maar de economie van het dorp was verwoest. Pas onder keizer Karel V kwam er een einde aan deze regionale strijd.
In 1580 werd de kerk door de hervormden genaast. Niet lang daarna werd de uitoefening van de katholieke eredienst verboden. Pas in 1703 kwam er weer een schuurkerk die aan de Zandvoortweg stond en aan de heilige Adrianus Martelaar was gewijd. De nieuwe pastoor werd echter nog twee maanden gevangengenomen maar werd na protest vrijgelaten en kon zijn functie toen uitoefenen. Halverwege de 18e eeuw werd de schuurkerk uitgebreid en kreeg ze een klokkentorentje.
In 1796 bleef de oude kerk aan de Hervormden toebehoren, aangezien dezen de meerderheid vormden in Baarn.
In de loop van de 19e eeuw werd de schuurkerk te klein en men besloot een nieuwe kerk aan de toenmalige Schapendrift te bouwen. Dit is de huidige Kerkstraat. De vroeg-neogotische kerk werd in 1861 in gebruik genomen en was als vanouds gewijd aan de schutspatroon van Baarn, de heilige Nicolaas. 
Doordat de bevolking van Baarn na de aanleg van de Oosterspoorweg langs Baarn sterk was toegenomen, werd de Nicolaaskerk te klein. Er werd besloten tot nieuwbouw op dezelfde plaats. De eerste steen van deze nieuwe kerk bevindt zich aan de kant van de Vermeerlaan. De tekst luidt: Eerste steen gelegd 28 mei 1904 het RK-Kerkbestuur P.J.C. Kok pastoor P. Brouwer Mr. F. Pen N.Schimmel J.Westerwoudt.   Architect was W.G. Welsing. Ook werd een pastorie gebouwd. Omdat het aantal parochianen bleef groeien werd een nieuwe kerk gebouwd, die in 1905 gewijd werd.
In 1962 kwam een tweede kerk aan de Maatkampweg gereed, de Maria Koninginkerk; waarmee de tweede parochie in Baarn een feit werd. De eerste kerk raakte in slechte staat en werd in 1972 gerestaureerd. Er volgden een nieuwe pastorie, een dagkapel en een trefpunt (1974). Vanaf 2005 werden ook de dakconstructie en de torenspits vernieuwd. In 2010 begon de restauratie van de glas-in-loodramen die in 2013 werd afgerond.

## Gebouw
De kerk is een driebeukige neogotische hallenkerk met zeven traveeën. Aan de voorzijde bevindt zich een ranke, achthoekige toren met spits.
De kerk heeft naast het kerkgebouw een eigen kapel, trefpunt (multifunctioneel gebouw) en een begraafplaats.
De oorspronkelijke, 575 kilo zware klok werd in 1943 door de Duitsers weggehaald, de kleine angelusklok bleef hangen.
Begin jaren 50 zijn er drie luidklokken aangeschaft. De grootste, de Nicolaas weegt 717 kilogram, de Maria 513 kilogram en Joseph 356 kilogram. Als randschrift dragen ze alle een Latijns vers.

## Interieur
Het hoofdaltaar is uit 1865 en het Maria-altaar uit 1886. Het Jozef-altaar is van omstreeks 1906. Het doopvont is geplaatst in 1926.
De kerk bezit een gepolychromeerd houten beeld van Maria van Baerne uit 1735. Bijzonder zijn ook een miskist en houten tabernakel die nog stammen uit de tijd van de schuilkerk.